# ريتشارد يونغ
ريتشارد يونغ (بالإنجليزية: Ricky Ortiz)‏ (و. 1975  م) هو لاعب كرة قدم أمريكية، ومصارع محترف، ولاعب كرة القدم الكندية، من الولايات المتحدة، ولد في فينيكس، أريزونا، يلعب كظهير ‏.

## التعليم
تعلم في جامعة تلسا.

## روابط خارجية
- ريتشارد يونغ على موقع JustSportsStats.com (الإنجليزية)
- ريتشارد يونغ على موقع WrestlingData.com (الإنجليزية)
- ريتشارد يونغ على موقع CageMatch worker (الإنجليزية)
- ريتشارد يونغ على موقع قاعدة بيانات المصارعة على الإنترنت (الإنجليزية)
- ريتشارد يونغ على موقع عالم المصارعة على الإنترنت (الإنجليزية)